# Pleopeltis guttata
Pleopeltis guttata là một loài thực vật có mạch trong họ Polypodiaceae. Loài này được (Maxon) E.G. Andrews & Windham miêu tả khoa học đầu tiên năm 1993.